# Mistrzostwa Strefy Pacyfiku w Curlingu 1992
Mistrzostwa Strefy Pacyfiku w Curlingu 1992 – turniej, który odbył się w dniach 11–13 grudnia 1992 w japońskiej Karuizawie. Mistrzami Strefy Pacyfiku zostali Australijczycy.
Był to drugi w historii turniej o mistrzostwo strefy Pacyfiku w curlingu. Po raz drugi zawody gościła Japonia. Jedyny raz w historii tych mistrzostw w turnieju wzięli udział wyłącznie mężczyźni.

## Mężczyźni

### Reprezentacje
| Państwo   | Czwarty       | Trzeci      | Drugi        | Otwierający   | Rezerwowy      |
| --------- | ------------- | ----------- | ------------ | ------------- | -------------- |
| Australia | Hugh Millikin | Tom Kidd    | Gerald Chick | Brian Johnson | Neil Galbraith |
| Japonia   | brak danych   | brak danych | brak danych  | brak danych   | brak danych    |

pogrubieniem oznaczono skipów.

### Klasyfikacja końcowa
|  | Mistrzowie Strefy Pacyfiku     |
|  | Wicemistrzowie Strefy Pacyfiku |

| # | Państwo   | Skip          |
| - | --------- | ------------- |
| 1 | Australia | Hugh Millikin |
| 2 | Japonia   |               |